# Главная геофизическая обсерватория имени А. И. Воейкова
Главная геофизическая обсерватория имени А. И. Воейкова — старейшее метеорологическое учреждение России, занимающееся исследованиями в области климатологии, динамической метеорологии, аэрологии, актинометрии, а также рядом направлений физики атмосферы.

## История

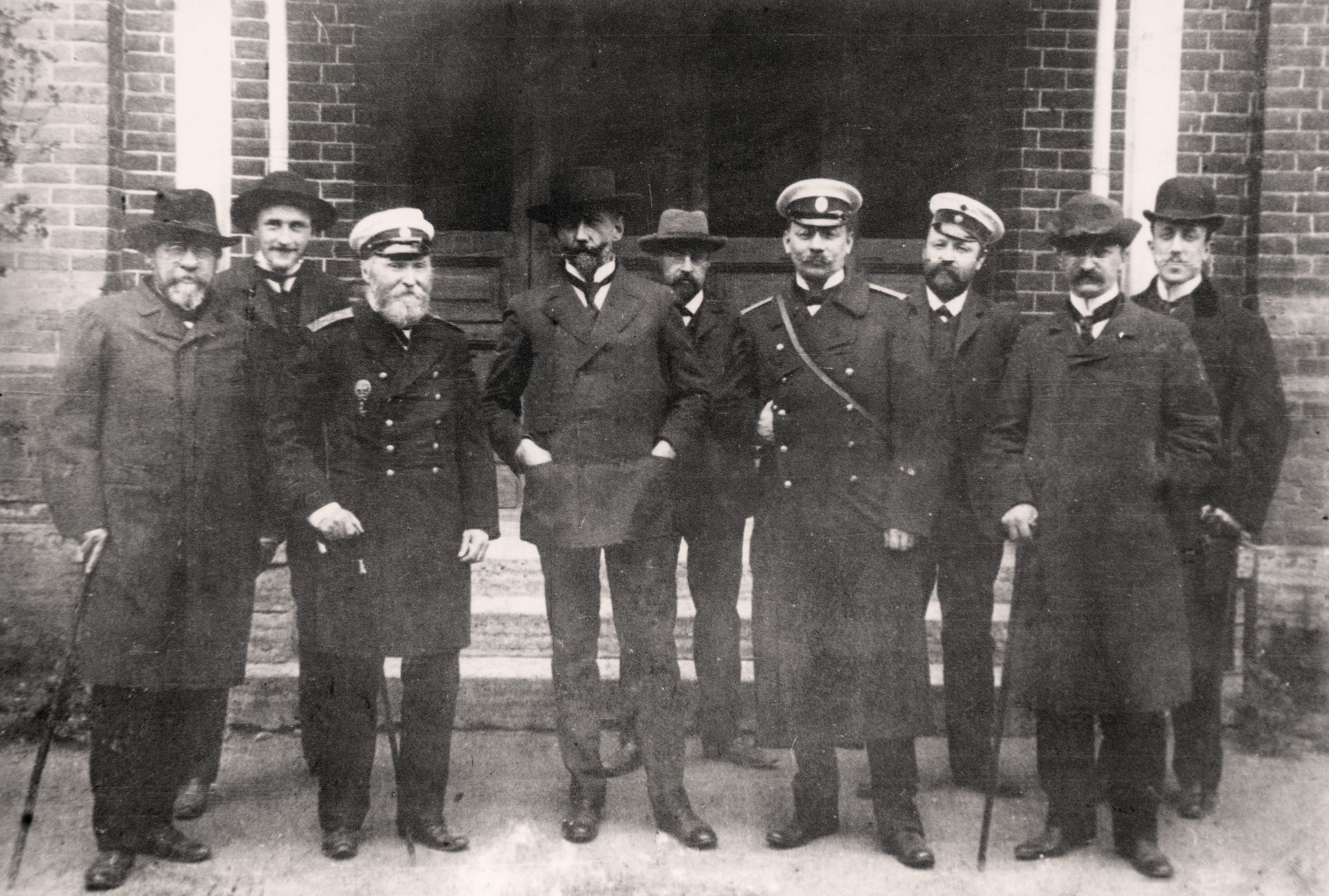
Р. Амундсен (четвертый слева) в Главной физической обсерватории в 1907 г. Третий слева — директор обсерватории академик М. А. Рыкачёв

По указу Николая I 1 апреля 1849 года в Санкт-Петербурге была создана Главная физическая обсерватория (ГФО). Инициатором создания ГФО был академик А. Я. Купфер, он же и был назначен первым директором обсерватории. 
ГФО была учреждена при Институте корпуса горных инженеров в здании на 23-й линии Васильевского острова, д. 2а. Первоначально штат ГФО состоял лишь из 7 сотрудников: директора, смотрителя, двух старших и трех младших наблюдателей.  Помимо главной роли по управлению за всеми метеорологическими учреждениями, ГФО также отводилась роль в создании приборов, и методическим инструкциям к ним, снабжение измерительных станций приборами, обработка и издание материалов наблюдений, инспектирование станций. Первая публикация ГФО содержала данные о наблюдении ежедневного состояния погоды в различных пунктах, выпускалась под называнием «Метеорологическое обозрение России».
В 1868 году пост директора ГФО занял академик Г. И. Вильд. Под его руководством были введены единые сроки наблюдений на станциях, единая метрическая система, температура стала измеряться в градусах Цельсия.
С 1872 года данные метеорологических постов, а также ежедневные синоптические карты стали публиковать в метеорологическом бюллетене. На тот момент количество опубликованных постов насчитывало 26 российских и 2 зарубежных станций. Уже в 1888 году их число достигло 108 российских и 62 зарубежных станций.
В 1874 году как филиал Главной физической обсерватории была создана магнито-метеорологическая обсерватория в Павловске. 
В 1892 года в Павловской обсерватории под руководством О. Д. Хвольсона были начаты регулярные актинометрические наблюдения, а с 1896 года — первые исследования высоких слоев атмосферы с помощью шаров-зондов. В 1902 года при Павловской обсерватории было организовано змейковое отделение для изучения приземного слоя атмосферы при помощи приборов, поднимаемых на воздушных змеях. В 1914 году под руководством В. Н. Оболенского были начаты регулярные наблюдения за атмосферным электричеством.
Во время Первой мировой войны число действующих станций резко сократилось. При ГФО было создано Главное военно-метеорологическое управление для обслуживания действующей армии и флота.
В начале XX века в ГФО в качестве учёного консультанта работал известный климатолог А. И. Воейков. Были начаты разработки методов прогнозирования различной заблаговременности.
В 1924 году ГФО была переименована в Главную геофизическую обсерваторию (ГГО) и до 1929 года выполняла функции руководящего органа Гидрометеорологической службы России.
С 1942 года ГГО была переведена в здание образованного в 1934 году Ленинградского института экспериментальной метеорологии (ЛИЭМ), который в декабре 1941 года вошел в состав ГГО.  В этом здании ГГО располагается до настоящего времени. 
В годы Великой Отечественной войны в 1941 году Павловская обсерватория оказалась на оккупированной территории и была полностью уничтожена. В 1944 году для ее замены ГГО был передан поселок Сельцы, переименованный в 1949 году в поселок Воейково. Там был создан экспериментальный полевой геофизический центр. 
К столетию со дня основания ГГО в 1949 года обсерватории присвоили имя выдающегося российского климатолога А. И. Воейкова.
За успехи, достигнутые в научных исследованиях, Указом Президиума Верховного Совета СССР от 9 января 1967 г. Главная геофизическая обсерватория им. А. И. Воейкова была награждена орденом Трудового Красного Знамени.

## Известные сотрудники

### Директора
1. 1849—1865: академик Купфер, Адольф Яковлевич
2. 1865—1867: академик Кемц, Людвиг Мартынович
3. 1868—1895: академик Вильд, Генрих Иванович
4. 1896—1913: Рыкачёв, Михаил Александрович
5. 1913—1916: Голицын, Борис Борисович
6. 1917: Крылов, Алексей Николаевич
7. 1921—1923: Оболенский, Владимир Николаевич
8. 1924: Вейнберг, Борис Петрович
9. 1925: Фридман, Александр Александрович
10. 1926—1927: Нумеров, Борис Васильевич
11. 1927—1930: Попов, Владимир Иванович

…
1. 1954—1972: Будыко, Михаил Иванович
2. 1972—1994: Борисенков, Евгений Пантелеймонович
3. 1994—2007: Мелешко, Валентин Петрович
4. 2007—н. в.: Катцов, Владимир Михайлович